# Ban Ouk Tai
Ban Ouk Tai – wieś położona w południowo-wschodnim Laosie, w prowincji Attapu, w dystrykcie Sanamxay.